# Stazione di Tsutsui (Aomori)
La stazione di Tsutsui (筒井駅?, Tsutsui-eki) è una stazione della città di Aomori appartenente alla linea privata ferrovia Aoimori.

## Storia
La stazione è stata inaugurata il 15 marzo 2014, ed è stata realizzata fra le stazioni di Aomori e Higashi-Aomori per fornire alla zona urbana della città di un'ulteriore stazione ferroviaria.

## Linee
Ferrovia Aoimori
■ Ferrovia Aoimori

## Struttura
La stazione, dal punto di vista ferroviario, è una fermata, ospita in totale 2 binari in superficie, con due marciapiedi laterali.
| 1 | ■ Ferrovia Aoimori | per Asamushi-Onsen, Noheji e Hachinohe |
| 2 | ■ Ferrovia Aoimori | per Aomori                             |

## Stazioni adiacenti
| «                | Servizio         | »                |
| Ferrovia Aoimori | Ferrovia Aoimori | Ferrovia Aoimori |
| ---------------- | ---------------- | ---------------- |
| Higashi-Aomori   | Locale Rapido    | Aomori           |

- Il Rapido "Shimokita" non ferma